# Ignacio Carlos González
Ignacio Carlos González Cavallo, né le 17 décembre 1971 à Sarandí (Argentine), est un  footballeur argentin, qui évoluait au poste de gardien de but.

## Biographie

### En club
Ignacio González évolue dans quatre pays différents : en Argentine, en Espagne, au Mexique, et enfin au Chili.
Il dispute 104 matchs au sein des championnats professionnels espagnols, encaissant 148 buts.
Bien qu'évoluant au poste de gardien de but, il réussit à inscrire 8 buts avec le Racing Club, et 6 avec l'équipe de Las Palmas.

### En équipe nationale
Ignacio González reçoit quatre sélections en équipe d'Argentine lors de l'année 1997.
Il participe avec cette équipe à la Copa América 1997 organisée en Bolivie. L'Argentine atteint les quarts de finale de la compétition, en étant battue par le Pérou.

## Palmarès
- Champion du Mexique en 1999 (Tournoi Invierno) avec le CF Pachuca
- Champion du Chili en 2005 (Tournoi d'ouverture) avec l'Unión Española